# تپه کهنه قبرستان
تپه کهنه قبرستان مربوط به دوران‌های تاریخی پس از اسلام است و در شهرستان بوئین‌زهرا، روستای چوبینه واقع شده و این اثر در تاریخ ۱۰ مهر ۱۳۸۰ با شمارهٔ ثبت ۴۱۱۲ به‌عنوان یکی از آثار ملی ایران به ثبت رسیده است.